# 1921 у музиці

## Події
- 23 листопада у Національному театрі (Národni divadlo) (Брно) вперше виконано оперу «Катя Кабанова» Леоша Яначека (заснована на п'єсі А. А. н. Островського «Гроза»)[1].
- У США увійшли в моду «вечірки з коктейлями», що сприяли зростанню популярності джазу[2].
- Осип Брік привіз до Росії збірку «Сучасні танці під джаз»[3].
- У Туреччині Великими національними зборами прийнято написаний Мехметом Акіфом гімн Туреччини " Марш незалежності "[4].
- Відбулася перша вистава Латвійської національної опери «Дон Жуан»[5].
- Леоніда Віталійовича Собінова знову обрано директором Великого театру[6].

## Нагороди
- Олександр Архангельський отримав звання заслуженого артиста Республіки.

## Академічна музика
- 16 грудня — прем'єра концерту № 3 для фортепіано з оркестром Сергія Прокоф'єва.

## Опера
- «Легенда про Сакунтал» — опера італійського композитора Альфано Франко (за поемою Калідаси).

## Народилися

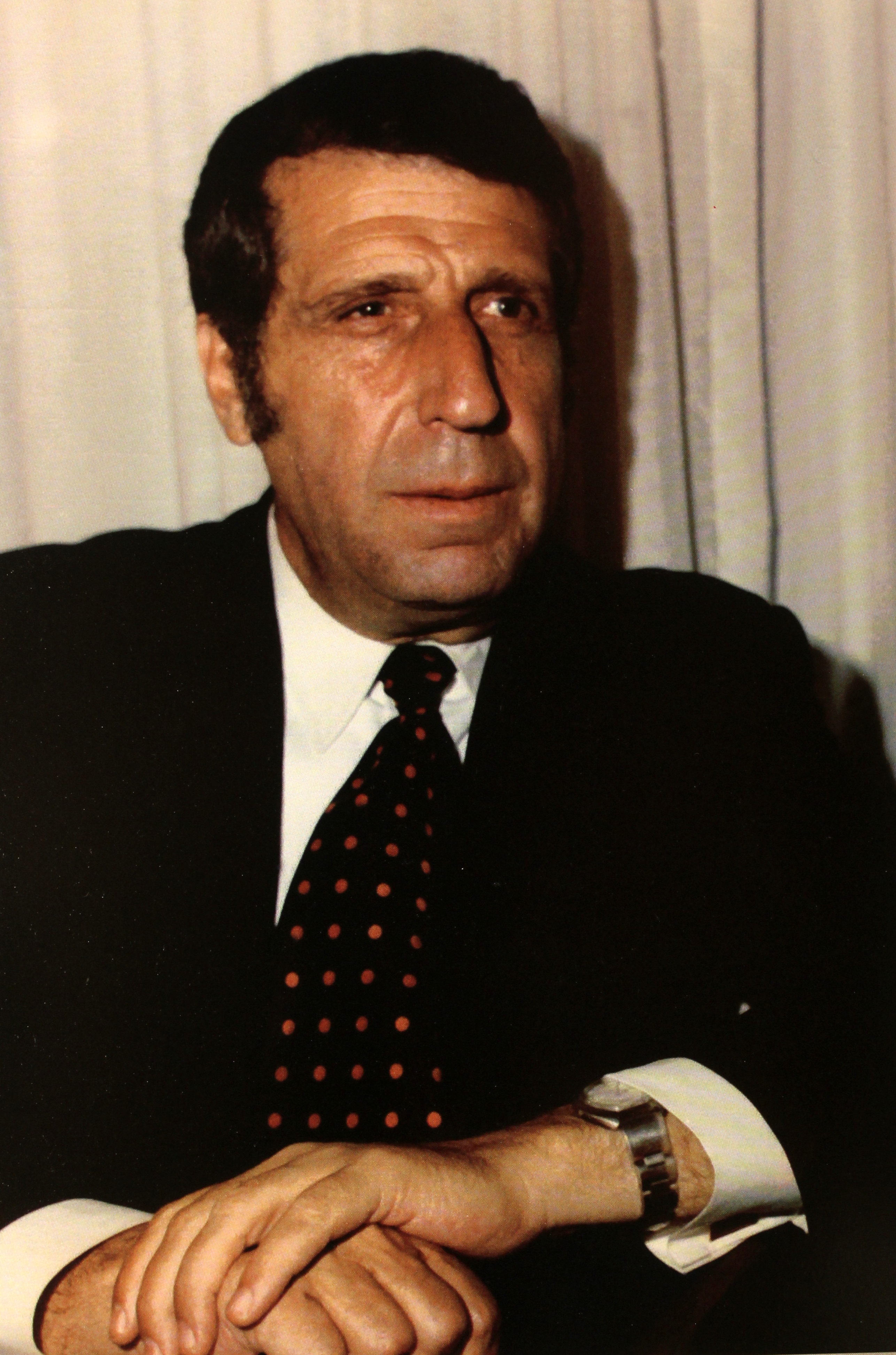
Арно Бабаджанян

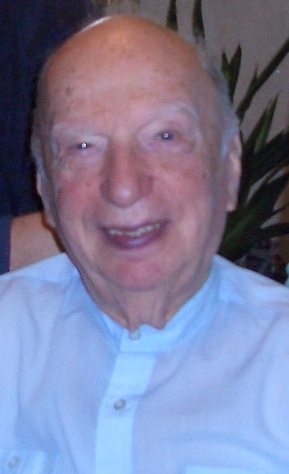
Оскар Фельцман

### Січень
- 22 січня — Арно Бабаджанян (пом. 1983) — радянський вірменський композитор, піаніст і педагог
- 23 січня — Тодор Попов (пом. 2000) — болгарський композитор, диригент і музичний педагог
- 31 січня
  - Маріо Ланца (пом. 1959) — американський оперний співак (тенор) і актор
  - Керол Ченнінг (пом. 2019) — американська актриса та співачка

### Лютий
- 18 лютого — Оскар Фельцман (пом. 2013) — радянський і російський композитор і піаніст
- 28 лютого — Ральф Джонс[en] (пом. 2000) — американський музикант, барабанщик групи Bill Haley &amp; His Comets

### Березень
- 2 березня — Бренда Льюїс (пом. 2017) — американська оперна співачка (сопрано), оперний режисер і музичний педагог
- 20 березня — Прімож Рамовш (пом. 1999) — югославський і словенський композитор і органіст
- 27 березня — Філ Чесс (пом. 2016) — американський музичний продюсер, співзасновник лейблу Chess Records

### Квітень
- 8 квітня — Франко Кореллі (пом. 2003) — італійський оперний співак (тенор)
- 10 квітня — Деніел Ферро[en] (пом. 2015) — американський оперний співак (бас- баритон) і вокальний педагог
- 26 квітня — Хорст Шульце (пом. 2018) — німецький актор і оперний співак

### Травень
- 3 травня — Куко Санчес (ум. 2000) — мексиканский певец, композитор и актёр
- 14 травня — Борис Манжора (ум. 2001) — советский и российский тромбонист, музыковед и музыкальный педагог
- 16 травня — Мілдред Джоан Сміт[en] (ум. 2015) — американская актриса и певица
- 25 травня — Китти Каллен (ум. 2016) — американская эстрадная певица
- 26 травня — Инге Борк (ум. 2018) — немецкая оперная певица (сопрано)

### Червень
- 22 червня — Квабена Джозеф Нкетія (пом. 2019) — ганський музикознавець, фольклорист і композитор

### Липень
- 4 липня — Тетяна Бершадська (пом. 2021) — радянський і російський музикознавець
- 10 липня — Аріадна Лисенко (пом. 2021) — радянська та українська піаністка
- 20 липня — Францішек Валицький[pl] (пом. 2015) — польський музичний журналіст і композитор

### Серпень
- 13 серпня — Луї Фремо (пом. 2017) — французький диригент
- 15 серпня — Костянтин М'ясков (пом. 2000) — радянський та український композитор
- 16 серпня — Гідо Кокарс (пом. 2017) — радянський і латвійський хоровий диригент

### Вересень
- 21 вересня — Джиммі Янг (пом. 2016) — британський співак, діджей і радіоведучий
- 23 вересня — Юрій Гамалей (пом. 2015) — радянський і російський диригент
- 28 вересня — Ільхан Усманбаш — турецький композитор, віолончеліст, музикознавець та педагог
- 29 вересня — Френні Бічер[en] (пом. 2014) — американський музикант, гітарист групи Bill Haley &amp; His Comets

### Жовтень
- 22 жовтня — Жорж Брассенс (пом. 1981) — французький співак, композитор і поет
- 23 жовтня — Деніз Дюваль (пом. 2016) — французька оперна співачка (сопрано)
- 24 жовтня — Сена Юрінац (пом. 2011) — австрійська оперна співачка (сопрано)

### Листопад
- 10 листопада — Віктор Ровдо (пом. 2007) — радянський і білоруський хоровий диригент і музичний педагог
- 14 листопада — Думитру Бугич (пом. 2008) — румунський композитор, музикознавець, піаніст, диригент і педагог
- 24 листопада — Клод Паліска (пом. 2001) — американський музикознавець хорватського походження
- 29 листопада — Абрам Гендлер (пом. 2017) — радянський та український автор-виконавець, фольклорист і педагог

### грудень
- 4 грудня — Діна Дурбін (пом. 2013) — канадська співачка та актриса
- 11 грудня — Маргарета фон Бар (пом. 2016) — фінська балерина та балетний педагог шведського походження
- 13 грудня — Тимофій Докшицер (пом. 2005) — радянський і російський трубач, музичний педагог і диригент
- 14 грудня — Мішель Югло (пом. 2012) — французький та американський медієвіст, музикознавець та джерелознавець
- 15 грудня — Алан Фрід (пом. 1965) — американський диск-жокей, популяризатор рок-н-ролу
- 28 грудня — Джонні Отіс (пом. 2012) — американський музикант, продюсер і автор пісень

## Померли
- 23 січня — Владислав Желеньський (83) — польський композитор і піаніст
- 4 травня — Макс Кальбек (71) — німецький поет, музикознавець та музичний критик
- 8 червня — Наталі Бауер-Лехнер (63) — австрійська скрипалька, альтистка та музичний педагог
- 9 липня — Маріанна Брандт (78) — австрійська та німецька оперна співачка (контральто)
- 2 серпня — Енріко Карузо (48) — італійський оперний співак (тенор)
- 9 вересня — Еркулано Альварадо (41) — гватемальський піаніст та музичний педагог
- 27 вересня — Енгельберт Гумпердінк (67) — німецький композитор
- 22 листопада — Крістіна Нільссон (78) — шведська оперна співачка (сопрано)
- 5 грудня — Еллен Бергман (79) — шведський музикант і вокальний педагог
- 16 грудня — Каміль Сен-Санс (86) — французький композитор, піаніст, органіст, диригент і педагог
- без точної дати — Габіт Аргінбаєв (64/65) — російський сесен